# Ararote
Ararote (Atene, 410 a.C.? – ...) è stato un poeta greco antico.

## Biografia
Figlio di Aristofane, Ararote era fratello di Nicostrato e Filippo: tutti e tre i ragazzi seguirono le orme del padre come poeta comico. Ararote, comunque, fu presentato in pubblico dal padre, che nel 387 a.C. mise in scena il Cocalo e l'Eolosicone spacciandole per opere del figlio.
Solo più tardi Ararote iniziò, invece, l'attività autonomamente, a partire dal 374 a.C..

## Opere
Secondo il Suda, Ararote avrebbe scritto 6 commedie: Adonis (soggetto erotico); Kaineus, che parodiava la storia del cambiamento di sesso dell'eroe protagonista; Kampylion; Panos Gonai ("La nascita di Pan"); Parthenidion ("La verginella"); Hymenaios.
Stanti i pochissimi frammenti, non è di fatto possibile dir nulla di esse, se non che Ararote proseguì la tendenza alla parodia mitologica iniziata nella collaborazione con il padre.